# Фронт за ослобођење Мозамбика
Фронт за ослобођење Мозамбика (порт. Frente de Libertação de Moçambique), познат под скраћеницом Фрелимо (FRELIMO), владајућа је партија у Мозамбику. Фронт је основан 1962. као покрет за ослобођење Мозамбика од колонијалне власти Португалије, а у партију се устројио на Трећем конгресу 1977. године.

## Рат за независност
Пошто је Португалија почетком шездесетих година 20. века остала једина европска земља која колонијама у Африци није дала независност, неколико антиколонијалних група организовало се 1962. у Фронт за ослобођење Мозамбика (Фрелимо). Фрелимо су основале организације Мозамбичка афричка национална унија, Народна демократска унија Мозамбика и Национална афричка унија за независни Мозамбик у Дар ес Саламу (Танзанија) 25. јуна 1962. године. Први вођа Фрелима је био Едуардо Мондлен. Након масакра у Муеди вође Фрелима су схватиле да мирном агитацијом неће ништа постићи, па су покренули оружани устанак против португалске власти у септембру 1964. године.
Током рата за независност Фрелимо је примао материјалну помоћ Кине, Совјетског Савеза, скандинавских земаља и неких невладиних организација са Запада. До краја шездесетих година Фрелимо је формирао слободне зоне на северу Мозамбика. На њима су одузели земљу велепоседницима и поделили су беземљашима, а организовани су и курсеви описмењавања и бесплатно лечење. Тад је организација почела да нагиње к марксизму. Иако је био окарактерисан као афрички националистички покрет, у Фрелиму су дејствовали и белци и мулати. Социјализам је као званична идеологија покрета прихваћен на Другом конгресу у јулу 1968. године.
Након смрти Мондлејна вођство је преузео дотадашњи потпредседник Урија Симанго. У априлу 1969. Фрелимом је управљао тријумвират Самора Машел, Марселино дос Сантос и Урија Симанго. До 1969. Фрелимо је контролисао једну трећину Мозамбика.
У априлу 1974, након избијања Каранфилске револуције у Португалији, између португалске владе и Фрелима покренути су преговори за давање независности Мозамбику 1975. године. У јуну те године Мозамбик је прогласио независност на челу с Фрелимом као владајућом партијом. Новој влади је помагала Куба и Совјетски Савез.

## Грађански рат
Због пружања помоћи герилским групама у Јужноафричкој Републици, расистичке владе ЈАР-а и Родезије организовале су антикомунистичку организацију РЕНАМО, која је покретала нападе на фабрике и хидроелектране у Мозамбику. Грађански рат је завршио 1992, потписивањем мировног споразума у Риму.
Након смрти Саморе Машела 1986, нови председник ФРЕЛИМО-а постао је Жоаким Чисано.

## Модерни ФРЕЛИМО
Након распада Источног блока, ФРЕЛИМО је напустио марксизам-лењинизам. На првим вишепартијским изборима 1994, ФРЕЛИМО је однео победу. На последњим изборима 2004, партија је поновно убедљиво победила. Од исте године нови председник партије постао је Арманду Гебуза.

## Лидери партије
- Едуардо Мондлен (1962 — 1968)
- Урија Симанго (1968 — 1969)
- Самора Машел, Марселино дос Сантос, Урија Симанго (1969)
- Самора Машел, Марселино дос Сантос (1969 — 1975)
- Самора Машел (1975 — 1986)
- Жоаким Чисано (1986 — 2005)
- Армандо Гебуза (2005 — 2015)
- Филипе Њуси (2015 — сада)